# Lagman de Mann
No confundir con Lagmann Godredsson hijo de Gofraid mac Arailt (s. IX)
Lagman (irlandés: Laghmaind; nórdico antiguo: Lǫgmaðr Guðrøðarson) fue un caudillo hiberno-nórdico, rey vikingo de Mann y Señor de las Islas entre 1095 y 1099. Era el hijo mayor de Godred Crovan y asumió el gobierno de Mann cuando su padre se estableció como monarca en el reino de Dublín en 1091 por lo tanto justifica el reinado de siete años que le otorga las Crónicas de Mann.
Tras la muerte de Godred Crovan en 1095 se consolida su dominio en Mann, pero debe enfrentrarse a las reivindicaciones hereditarias de su hermano menor Harald que es eliminado en 1099. Fue entonces cuando en el contexto de su gran expedición marítima a las islas occidentales, el rey Magnus III de Noruega obtuvo el control de la Isla de Man, Kintyre y las Hébridas Interiores. Lagman intentó resistir el embiste noruego desde las Hébridas Exteriores, pero fue capturado y hecho prisionero.
Magnus impone a su hijo de corta edad Sigurd I de Noruega como nuevo soberano, tras asumir el poder también en las Órcadas.
Lagman recobró su libertad tras renunciar al trono y decide efectuar una peregrinación a Jerusalén para expiar la muerte de su hermano Harald. Murió durante el viaje en fecha incierta, entre 1097 y 1111 según las fuentes.